# إيواوغلي
إيواوغلي (بالفارسية: ایواوغلی) هي مدينة تقع في إيران في منطقة إيواوغلي. يقدر عدد سكانها بـ 3,282 نسمة وترتفع عن سطح البحر 968 متر.